# Raymond Sommer
Raymond Sommer (31 de agosto de 1906 — 10 de setembro de 1950) foi um automobilista francês.
Sommer participou dos GPs: Mônaco, Suíça, Bélgica, França e Itália de Fórmula 1 em 1950. Seu melhor resultado foi o 4º lugar em Mônaco. Pilotou pela Ferrari e Talbot-Lago. Sommer venceu as 24 Horas de Le Mans em 1932 e 1933.